# Sapho puella
Sapho puella är en trollsländeart som först beskrevs av Sjöstedt 1917.  Sapho puella ingår i släktet Sapho och familjen jungfrusländor. IUCN kategoriserar arten globalt som starkt hotad. Inga underarter finns listade i Catalogue of Life.